# Copiphora hastata
Copiphora hastata är en insektsart som beskrevs av Naskrecki 2000. Copiphora hastata ingår i släktet Copiphora och familjen vårtbitare. Inga underarter finns listade i Catalogue of Life.